# Kålpudding

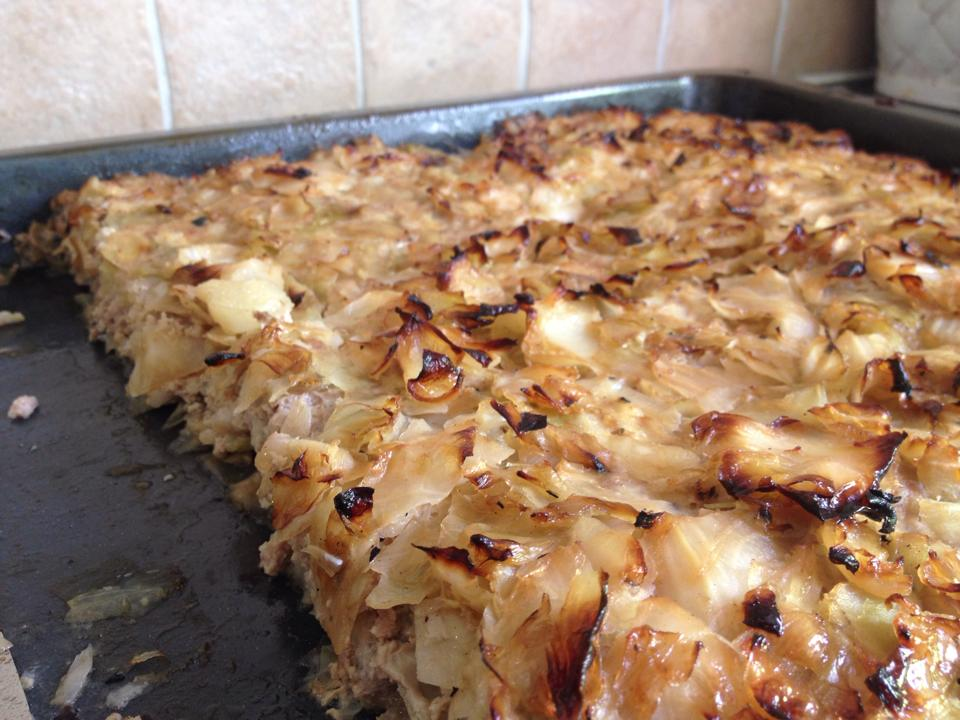
Kålpudding i långpanna.

Kålpudding är en maträtt inom den svenska husmanskosten bestående av en låda med vitkåls- och köttfärsröra som gräddas i ugn. Grundreceptet är snarlikt kåldolmar men med mer köttfärs och utan ris. Kålpudding serveras ofta med kokt potatis och lingonsylt.
En vegetarisk variant kan göras som en grönsakslåda med vitkål och morot.